# Boeing New Large Airplane

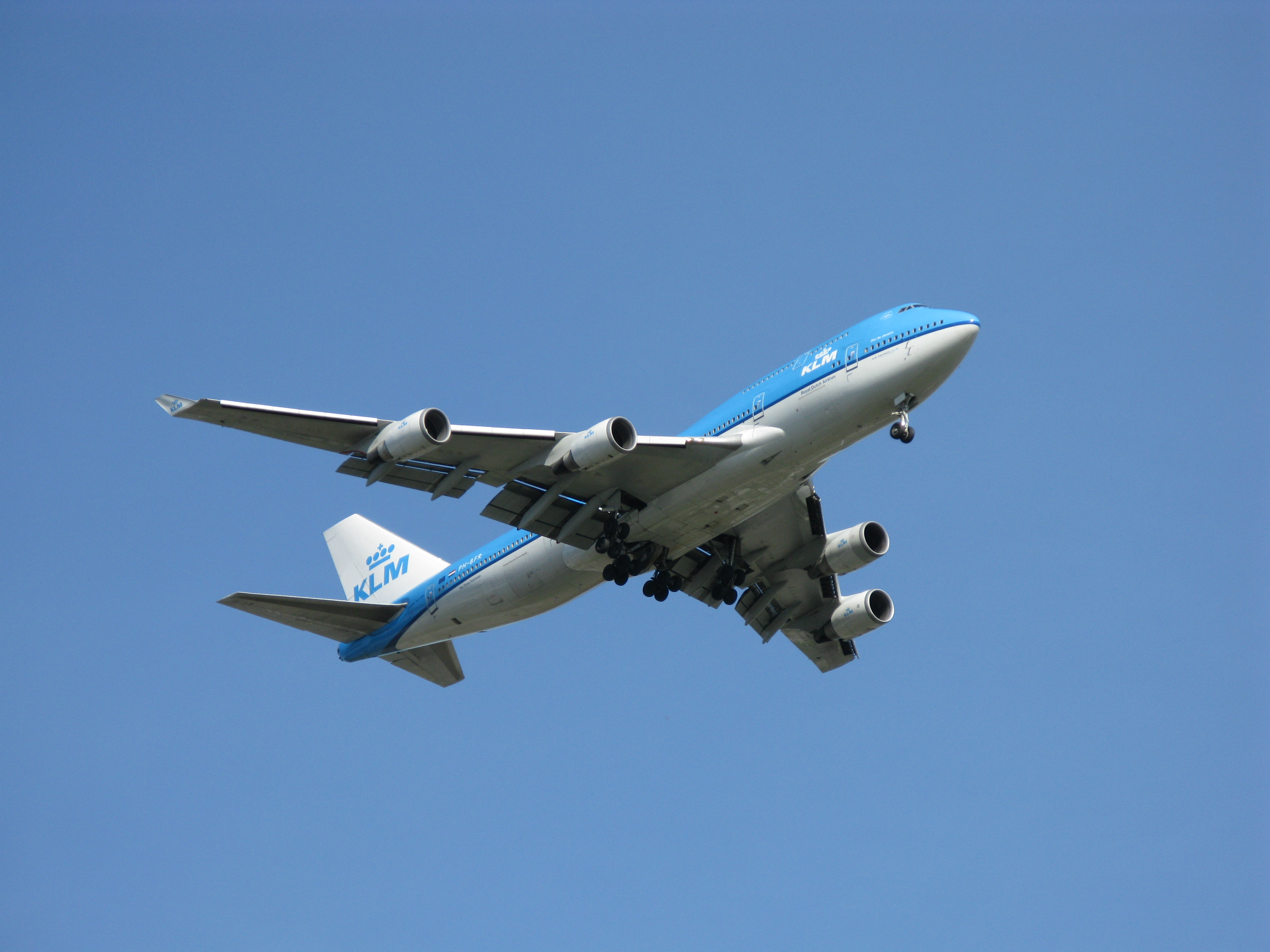
Un Boeing 747-400 de la compagnie KLM, immatriculé PH-BFR, en approche finale pour la piste 24R de l'aéroport international Montréal-Trudeau (YUL/CYUL).

Le Boeing NLA a été, dans les années 1990, un concept d’avion de ligne tout nouveau sur le marché des avions de 500 sièges et plus. Un peu plus grand que le Boeing 747, cet appareil aurait été semblable à l'Airbus A380 ou au projet McDonnell Douglas MD-12. Il s'agissait conceptuellement d'un avion à double pont, inspiré du 777 pour l'aérodynamique, et utilisant quatre moteurs GE90.  Boeing a choisi de ne pas poursuivre son développement et de développer plutôt la famille des 747 en les modernisant.